# Bob Barr
Pour les articles homonymes, voir Robert Barr et Barr.
Robert « Bob » L. Barr, Jr., né le 5 novembre 1948 à Iowa City, est un procureur américain et ancien membre de la Chambre des représentants fédéraux. Il est le candidat du Parti libertarien à l'élection présidentielle de novembre 2008.

## Biographie
Bob Barr est un élu républicain du 7e district de Géorgie à la Chambre des représentants des États-Unis de 1995 à 2003. Il acquiert une certaine notoriété comme l'un des meneurs de la procédure d'impeachment menée contre le Président Bill Clinton. Il rejoint le Parti libertarien en 2006 et, depuis 2008, est membre de son Comité national. Le 5 avril 2008, il annonce la formation d'un comité exploratoire pour l'élection présidentielle et le 12 mai 2008, il annonce officiellement sa candidature à la présidentielle de 2008.
Il tente un retour à la Chambre des représentants en 2014, dans le 11e district de Géorgie, où le républicain sortant Phil Gingrey (en) ne se représente pas pour être élu au Sénat. Lors du premier tour de la primaire républicaine, il arrive en deuxième position avec 26 % des voix. Il est battu au second tour par le sénateur d'État Barry Loudermilk qui réunit près de deux tiers des suffrages.

## Filmographie
2006 : Borat de Larry Charles : lui-même.